# Округ О’Брајен (Ајова)
Округ О’Брајен (енгл. O’Brien County) је округ у америчкој савезној држави Ајова.

## Демографија
По попису из 2010. године број становника је 14.398, што је 704 (-4,7%) становника мање 2000. године.
| Група             | 2000.          | 2010.          |
| Белци             | 14.623 (96,8%) | 13.605 (94,5%) |
| Афроамериканци    | 52 (0,3%)      | 67 (0,5%)      |
| Азијати           | 77 (0,5%)      | 82 (0,6%)      |
| Хиспаноамериканци | 267 (1,8%)     | 545 (3,8%)     |
| Укупно            | 15.102         | 14.398         |